# Plucheinae
Plucheinae is a podtribus iz porodice Asteroideae. Sastoj ise od 34 roda

## Rodovi
1. Stenachaenium Benth. (4 spp.)
2. Geigeria Griess. (27 spp.)
3. Ondetia Benth. (1 sp.)
4. Antiphiona Merxm. (2 spp.)
5. Calostephane Benth. (6 spp.)
6. Pegolettia Cass. (9 spp.)
7. Cratystylis S. Moore (4 spp.)
8. Iphionopsis Anderb. (3 spp.)
9. Pterocaulon Elliott (26 spp.)
10. Sachsia Griseb. (3 spp.)
11. Pechuel-loeschea O. Hoffm. (1 sp.)
12. Cylindrocline Cass. (2 spp.)
13. Doellia Sch. Bip. (2 spp.)
14. Epaltes Cass. (7 spp.)
15. Sphaeromorphaea DC. (6 spp.)
16. Karelinia Less. (1 sp.)
17. Laggera Sch. Bip. ex Benth. & Hook. fil. (12 spp.)
18. Nicolasia S. Moore (7 spp.)
19. Pluchea Cass. (62 spp.)
20. Porphyrostemma Benth. ex Oliv. (3 spp.)
21. Pseudoconyza Cuatrec. (1 sp.)
22. Sphaeranthus L. (38 spp.)
23. Tessaria Ruiz & Pav. (5 spp.)
24. Streptoglossa Steetz ex F. Muell. (8 spp.)
25. Coleocoma F. Muell. (1 sp.)
26. Thespidium F. Muell. (1 sp.)
27. Allopterigeron Dunlop (1 sp.)
28. Litogyne Harv. (1 sp.)
29. Adelostigma Steetz (2 spp.)
30. Monarrhenus Cass. (2 spp.)
31. Delamerea S. Moore (1 sp.)
32. Neojeffreya Cabrera (1 sp.)
33. Triplocephalum O. Hoffm. (1 sp.)
34. Pseudoblepharispermum J.-P. Lebrun & Stork (3 spp.)